# Sönke Gerhold
Sönke Florian Gerhold (* 1979 in Hamburg) ist ein deutscher Jurist und Hochschullehrer an der Universität Bremen.

## Biografie
Gerhold studierte nach Abitur und Wehrdienst Rechtswissenschaften an der Universität Kiel. Sein Studium und die Ausbildung schloss er 2006 mit dem Ersten Juristischen Staatsexamen und 2008 mit dem Zweiten Juristischen Staatsexamen in Schleswig-Holstein ab. Seit 2006 arbeitete er als wissenschaftlicher Mitarbeiter am Kieler Institut für Sanktionenrecht und Kriminologie (ISK) bei Monika Frommel. Unter deren Betreuung wurde er dort 2009 zum Dr. iur. promoviert. 2012 schloss er seine Habilitation ab und erhielt die Lehrberechtigung für die Fächer Strafrecht, Strafprozessrecht, Medienstrafrecht und Strafrechtsgeschichte.
Es folgten für Gerhold von 2012 bis 2014 die Vertretung des Lehrstuhl für Strafrecht an der Universität Regensburg, von 2013 bis 2014 ein Lehrauftrag an der EBS Law School in Wiesbaden sowie von 2014 bis 2016 die Vertretung des Lehrstuhls für Strafrecht, Strafprozessrecht und Strafvollzugsrecht an der Universität Bremen. Seit dem Sommersemester 2016 ist er ordentlicher Universitätsprofessor für Strafrecht, Strafprozessrecht, Medienstrafrecht und Strafvollzugsrecht an der Universität Bremen. Im April 2022 hat Gerhold an der Universität Bremen die bundesweit erste Forschungsstelle für Tier- und Tierschutzrecht gegründet, deren Leiter er ist. Zentraler Bestandteil dieser Forschungsstelle ist die Forschungsgruppe für Tier- und Tierschutzrecht, die finanziell von der umstrittenen Tierrechtsorganisation PETA gefördert wird. Andere Drittmittelprojekte wie etwa das Projekt „Implementation of a transboundary lynx action plan“ werden u. a. im Rahmen von EURENI vom Bundesministerium für Umwelt, Naturschutz, Reaktorsicherheit und Verbraucherschutz gefördert. Die gegenwärtigen und ehemaligen Förderer der Forschungsstelle sind in alphabetischer Reihenfolge das Bundesamt für Naturschutz, das Bundesministerium für Umweltschutz, Naturschutz und nukleare Sicherheit, die Deutsche Forschungsgemeinschaft (DFG), die Ernst-Emma-Schäfer-Stiftung, die Europäische Union, fair fish international, PETA Deutschland e. V. sowie der WWF Deutschland.
Vom 1. Oktober 2023 bis zum 31. Oktober 2024 war Sönke Gerhold Prodekan und seit dem 1. November 2024 ist er Dekan des Fachbereichs Rechtswissenschaft. In der Wahlperiode vom 1. Dezember 2023 bis zum 30. November 2027 ist er zudem Mitglied des Tierschutzbeirats des Landes Bremen. Gemeinsam mit Johannes Caspar gibt Sönke Gerhold sowohl den Nomos Handkommentar zum Tierschutzgesetz als auch die Schriftenreihe „Das Recht der Tiere“ heraus.
Im Rahmen einer Nebentätigkeit ist Gerhold seit 2016 als Strafverteidiger aktiv. Er ist Berater der Kanzlei HT Defensio Strafverteidiger, Dr. Hennig & Albrecht, Rechtsanwälte Partnerschaft.
Gerhold ist verheiratet und hat drei Kinder. Er ist zudem der Urenkel des früheren Erlanger Systematikers Werner Elert und Bruder des Mathematikers Malte Gerhold.

## Veröffentlichungen (Auswahl)
- Nils Fock & Sönke Gerhold: Die Revisionsklausur im Strafrecht – Grundwissen Assessorexamen. Books on Demand, Norderstedt 2009, ISBN 978-3-8370-9761-0.
- Das System des Opferschutzes im Bereich des Cyber- und Internetstalking – rechtliche Reaktionsmöglichkeiten der Betroffenen. Nomos, Baden-Baden 2010, ISBN 978-3-8329-5341-6 (Dissertation).
- Die Akzessorietät der Teilnahme an Mord und Totschlag, eine dogmengeschichtliche Rekonstruktion eines bis heute ungelösten Problems (zugleich ein Beitrag zum Umgang mit historischen Argumenten in Rechtsprechung und Literatur und zu den Folgen unbedingter Kontinuität). Nomos, Baden-Baden 2014, ISBN 978-3-8487-0498-9 (Habilitationsschrift).
- Sönke Gerhold, Bernd Hoefer, Hege Ingwersen-Stück & Sönke E. Schulz: Formulare für Referendare. 2. Auflage. Nomos, Baden-Baden 2016, ISBN 978-3-8487-2094-1.
- Johannes Caspar, Sönke Gerhold (Hrsg.): Tierschutzgesetz: TierSchG (Kommentar). 1. Auflage. Nomos, Baden-Baden 2025, ISBN 978-3-8487-7505-7.